# Charles Demolombe
Jean Charles Florent Demolombe, född den 22 juli 1804 i La Fère (departementet Aisne), död den 21 februari 1887 i Caen, var en fransk rättslärd.
Demolombe var från 1827 professor vid juridiska fakulteten i Caen. Som en av Frankrikes främsta jurister utövade han ett utomordentligt stort inflytande på rättsskipningen, dels genom en mycket anlitad juridisk rådfrågningsbyrå, dels genom sitt berömda, av Institutet med 20 000 francs belönade arbete över den franska rätten, Cours de code Napoléon (31 band, 1844–1879, oavslutat), Demolombes livsverk.